# Norman Lear
Norman Milton Lear (New Haven, 27 de julho de 1922 – Los Angeles, 5 de dezembro de 2023) foi um roteirista e produtor de televisão e cinema estadunidense, mais conhecido por produzir as sitcoms All in the Family, Sanford and Son e Diff'rent Strokes.

## Biografia
Norman Lear nasceu em New Haven, Connecticut. Ele cursou o ensino médio em Hartford, a capital do estado. Fazia faculdade no Emerson College em Boston, capital do estado vizinho de Massachusetts, quando se alistou na Força Aérea do Exército dos Estados Unidos em 1942. Durante a Segunda Guerra Mundial, serviu no Mediterrâneo como operador de rádio e atirador num Boeing B-17 com o 772o Esquadrão de Bombardeio. Ele voou em 52 operações de combate, pelas quais foi agraciado com uma Medalha Aérea. Lear foi dispensado do Exército em 1945. Sua carreira militar é narrada nos livros Crew Umbriago, de Daniel P. Carroll, e 772nd Bomb Squadron: The Men, The Memories, da Turner Publishing Company.
Em 1959, Lear criou sua primeira série de televisão, um western de meia-hora chamado The Deputy, com Henry Fonda no papel principal. Inicialmente um escritor de comédias, e depois diretor de cinema (ele escreveu e produziu o filme de 1967 Divorce, American Style e dirigiu o filme de 1971 Cold Turkey, ambos estrelados por Dick Van Dyke), Lear tentou vender para a ABC uma ideia para uma sitcom sobre uma família operária. A emissora rejeitou o programa após a filmagem de dois pilotos. Após a filmagem de um terceiro piloto, a CBS comprou o programa, intitulado All in the Family. A primeira temporada do programa estreou em 21 de janeiro de 1971 e atingiu apenas a 34a posição na lista dos programas mais assistidos, mas conquistou vários Emmys, inclusive o de melhor seriado de comédia, e foi renovado. Durante a sua reexibição no verão, o programa obteve ótimos índices de audiência e em sua segunda temporada já era o mais visto dos Estados Unidos, título que segurou por mais quatro anos. O programa é baseado na sitcom britânica Til Death Us Do Part, exibida na BBC, sobre um irritável Tory da classe trabalhadora e seu genro socialista.
O segundo sucesso de Lear na televisão estadunidense também é a adaptação de um seriado da BBC. Sanford and Son é baseado em Steptoe and Son, sobre um comerciante de sucata do oeste de Londres e seu filho. Lear mudou o cenário para o distrito de Watts em Los Angeles e os personagens para afro-americanos. Ele criou vários programas de sucesso em seguida, como Maude (cujo personagem-título seria baseado em sua então esposa Frances), The Jeffersons (ambos spin-offs de All in the Family) e One Day at a Time.
O que a maioria das sitcoms de Lear tinham em comum era que os personagens é que eram a força motriz das tramas, eram filmadas em sets que lembravam mais peças de teatro do que a maioria dos sets de sitcom, eram filmados com videotape ao invés de filme e, acima de tudo, tratavam dos temas sociais e políticos mais importantes de suas épocas. Ironicamente, a maioria dos seriados de Lear são considerados autobiográficos, apesar de que seus primeiros sucessos foram adaptados de programas da BBC.
O parceiro de produção de longa data de Lear foi Bud Yorkin, que foi produtor executivo de Sanford and Son. Os dois romperam a parceria em 1983 e Yorkin fundou sua própria produtora com os roteiristas Saul Turteltaub e Bernie Orenstein. Eles conseguiram produzir apenas um programa que durou mais de uma temporada, chamado What's Happening!!. A produtora de Lear e Yorkin era conhecida como Tandem Productions. Lear e o agente de talentos Jerry Perenchio fundaram a T.A.T. Communications (T.A.T. era uma sigla para "Tuchus Affen Tisch", que significa "Colocando o traseiro de alguém na linha" em iídiche) em 1974. A parceria foi uma das produtoras independentes mais bem sucedidas da televisão estadunidense na década de 1970. Nessa época, Lear criou o seriado Mary Hartman, Mary Hartman, que mais tarde se tornaria um clássico cult. Em 1978 ele deixou o cargo de produtor em seus programas para trabalhar num documentário sobre a crescente influência dos evangélicos de extrema-direita. O filme nunca foi lançado, mas as pesquisas estimularam Lear a se engajar no ativismo de esquerda.
Em 1982 a produtora comprou a Avco Embassy Pictures, produtora de filmes como The Graduate, The Lion in Winter e Carnal Knowledge, da Avco Financial Corporation. A companhia foi renomeada de Embassy Pictures e presidida por Alan Horn (atual presidente da Warner Bros. Pictures) e Martin Schaeffer, que mais tarde fundariam a Castle Rock Entertainment com Rob Reiner. Em 1985 Lear vendeu todas suas holdings em cinema e televisão para a Columbia Pictures (então propriedade da Coca-Cola Company) que adquiriu a divisão de cinema e televisão da Embassy por 465 milhões de dólares em ações da Coca-Cola Company. Lear e o parceiro Jerry Perenchio dividiram o lucro líquido (cerca de US$ 250 milhões). A Coca-Cola mais tarde vendeu a divisão de cinema para Dino De Laurentiis e a de home video para a Nelson Entertainment.
A marca Tandem Productions foi abandonada em 1986 com o cancelamento de Diff'rent Strokes e a Embassy deixou de existir como entidade única no final de 1987. A divisão de televisão da Embassy virou a ELP Communications em 1988, mas os programas originalmente produzidos pela Embassy ficaram sob a marca Columbia Pictures Television de 1988 a 1994 e da Columbia TriStar Television de 1994 a 1998.
Lear tentou retornar à produção de televisão na década de 1990 com os programas Sunday Dinner, The Powers That Be e 704 Hauser, o último colocou uma família diferente no mesmo cenário de All in the Family. Nenhum dos programas fez sucesso, apesar de serem aclamados pela crítica.
Lear morreu em 5 de dezembro de 2023, aos 101 anos, em Los Angeles.

## Produções para TV
Nota: A tabela acima não inclui os filmes feitos para a televisão The Wave, que foi ao ar em 4 de outubro de 1981, ou Heartsounds, que foi ao ar em 30 de setembro de 1984.

## Prêmios e indicações
Emmy
Norman Lear recebeu 15 indicações aos prêmios Emmys, das quais quatro resultaram em prêmios:
- 1971: Melhor seriado novo - All in the Family
- 1971: Melhor seriado de comédia - All in the Family
- 1972: Melhor seriado de comédia - All in the Family
- 1973: Melhor seriado de comédia - All in the Family

Oscar
- 1968: Melhor roteiro original - Divorce, American Style (indicado)

## Publicações
- Lear, Norman. "Liberty and Its Responsibilities". Broadcast Journalism, 1979–1981. The Eighth Alfred I. DuPont Columbia University Survey, Ed. por Marvin Barrett. Nova York: Everest House, 1982. ISBN 978-0-896-96160-9. OCLC 8347364.
- Lear, Norman. "Our Political Leaders Mustn't Be Evangelists", USA Today, Ago. 17, 1984.
- Lear, Norman e Ronald Reagan. "A Debate on Religious Freedom", Harper's Magazine, Out. 1984.
- Lear, Norman. "Our Fragile Tower of Greed and Debt", The Washington Post, Abr. 5, 1987.
- Lear, Norman. Even This I Get to Experience. Nova York: The Penguin Press, 2014. ISBN 978-1-594-20572-9. OCLC 870919776.